# Agelas cervicornis
Agelas cervicornis är en svampdjursart som först beskrevs av Schmidt 1870.  Agelas cervicornis ingår i släktet Agelas och familjen Agelasidae. Inga underarter finns listade i Catalogue of Life.